# 紅鯊反潛火箭
紅鯗魚 魚雷（韩文：홍상어 어뢰），又称为 K-ASROC，是一种垂直发射反潜导弹，由韩国科学技术大学、韩国国防发展局（ADD）和韩国海军于 2009 年先后开发和测试。红鲨 "导弹射程为 12 英里（19 千米），携带一枚 K745 蓝鲨鱼雷，通过降落伞部署在预定目标附近。释放后，"蓝鲨 "独立搜索目标。
这些导弹计划从 2010 年开始部署在忠武公李舜臣級和世宗大王級驱逐舰上。每艘驱逐舰将携带 8 枚（KDX-II）至 16 枚（KDX-III）导弹。该计划的开发成本约为 8000 万美元，生产成本约为 1400 万美元。设计这些导弹是为了应对朝鲜潜艇的潜在威胁。
| 生产阶段 | 生产日期  | 生产编号 | 备注 |
| -------- | --------- | -------- | ---- |
| 阶段1    | 2010-2012 | 60-70    | -    |
| 阶段2    | 2013-2015 | 不适用   | -    |

## 船舶
红鲨导弹适用于以下舰艇级别
- 忠武宫李舜臣级驱逐舰（KDX-II）
- 世宗大王级驱逐舰（KDX-III）